# I liga urugwajska w piłce nożnej (1919)
- Mistrz Urugwaju 1919: Club Nacional de Football
- Wicemistrz Urugwaju 1919: Universal Montevideo
- Spadek do drugiej ligi: nikt nie spadł
- Awans z drugiej ligi: Liverpool Montevideo, Uruguay Onward Montevideo

Mistrzostwa Urugwaju w roku 1919 były mistrzostwami rozgrywanymi według systemu, w którym wszystkie kluby rozgrywały ze sobą mecze każdy z każdym u siebie i na wyjeździe, a o tytule mistrza i dalszej kolejności decydowała końcowa tabela. Ponieważ nikt nie spadł i awansowały dwa kluby, liga została powiększona z 10 do 12 klubów.

## Primera División

### Końcowa tabela sezonu 1919
| Poz | Klub                      | Mecze | Zw | Rem | Por | Pkt | BrZd | BrStr |
| --- | ------------------------- | ----- | -- | --- | --- | --- | ---- | ----- |
| 1   | Club Nacional de Football | 18    | 15 | 1   | 2   | 31  | 47   | 5     |
| 2   | Universal Montevideo      | 18    | 13 | 3   | 2   | 29  | 28   | 8     |
| 3   | CA Peñarol                | 18    | 11 | 4   | 3   | 26  | 27   | 6     |
| 4   | Montevideo Wanderers      | 18    | 10 | 2   | 6   | 22  | 26   | 14    |
| 5   | Central Montevideo        | 18    | 6  | 5   | 7   | 17  | 22   | 27    |
| 6   | Dublín Montevideo         | 18    | 3  | 8   | 7   | 14  | 12   | 24    |
| 7   | River Plate FC Montevideo | 18    | 2  | 8   | 8   | 12  | 8    | 27    |
| 8   | Belgrano Montevideo       | 18    | 1  | 9   | 8   | 11  | 9    | 30    |
| 9   | Reformers Montevideo      | 18    | 2  | 6   | 10  | 10  | 7    | 19    |
| 10  | Charley Montevideo        | 18    | 1  | 6   | 11  | 8   | 6    | 32    |